# David Blackwell
David Harold Blackwell (24 de abril de 1919 - 8 de julio de 2010) fue un estadístico y matemático estadounidense que hizo importantes contribuciones a la teoría de juegos, la teoría de la probabilidad, la teoría de la información y la estadística.  Es uno de los epónimos del teorema de Rao-Blackwell. Fue el primer afroamericano incluido en la Academia Nacional de Ciencias, el primer profesor titular afroamericano en la Universidad de California, Berkeley, y el séptimo afroamericano en recibir un doctorado en matemáticas. En 2012, el presidente Barack Obama otorgó póstumamente a Blackwell la Medalla Nacional de Ciencias.
Blackwell también fue un pionero en la redacción de libros de texto. Escribió uno de los primeros libros de texto de estadística bayesiana, su Estadística básica de 1969. Cuando se jubiló, había publicado más de 90 artículos y libros sobre programación dinámica, teoría de juegos y estadística matemática.

## Temprana edad y educación
David Harold Blackwell nació el 24 de abril de 1919 en Centralia, Illinois, hijo de Mabel Johnson Blackwell, ama de casa a tiempo completo, y Grover Blackwell, un trabajador del Ferrocarril Central de Illinois. Era el mayor de cuatro hijos  con dos hermanos, JW y Joseph, y una hermana, Elizabeth. Al crecer en una comunidad integrada, Blackwell asistió a escuelas "mixtas", donde se distinguió en matemáticas. Durante la escuela primaria, sus maestros lo promovieron más allá de su nivel de grado en dos ocasiones. Sin embargo, fue en un curso de geometría en la escuela secundaria cuando comenzó su pasión por las matemáticas. Blackwell, un estudiante excepcional, se graduó de la escuela secundaria en 1935, a la edad de dieciséis años.
Blackwell ingresó a la Universidad de Illinois en Urbana-Champaign con la intención de estudiar matemáticas en la escuela primaria y convertirse en profesor. Era miembro de Alpha Phi Alpha, una fraternidad negra que lo alojó durante sus seis años completos como estudiante. Obtuvo su licenciatura en matemáticas en tres años en 1938 y, un año después, una maestría en 1939. Obtuvo el título de Doctor en Filosofía en Matemáticas en 1941  a la edad de 22 años.  Su asesor doctoral fue Joseph L. Doob. En ese momento, Blackwell era el séptimo afroamericano en obtener un doctorado. en matemáticas en los Estados Unidos y el primero en la Universidad de Illinois en Urbana-Champaign. Su tesis doctoral versó sobre las cadenas de Markov.

## Carrera e investigación

### Estudio posdoctoral y carrera inicial
Blackwell completó un año de investigación postdoctoral como becario en el Instituto de Estudios Avanzados (IAS) de Princeton en 1941 después de recibir una beca Rosenwald, que era un fondo para ayudar a los académicos negros.
Mientras era postdoctorado en la IAS, a Blackwell se le impidió asistir a conferencias o realizar investigaciones en la cercana Universidad de Princeton, con la que la IAS ha colaborado históricamente en actividades de investigación y becas, debido a su raza.

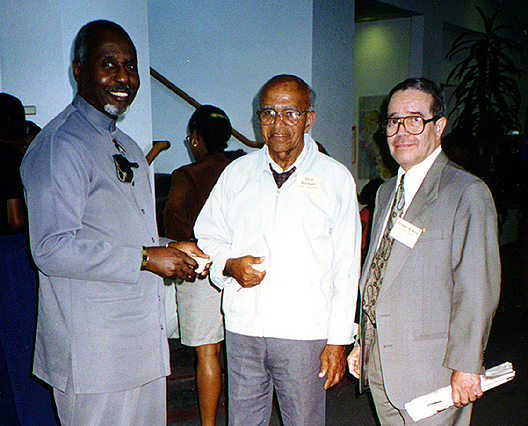
De izquierda a derecha: Abdulalim Shabazz, David Blackwell y J. Ernest Wilkins Jr. en la Conferencia para investigadores afroamericanos en ciencias matemáticas en junio de 1995.

Buscando un puesto permanente en otro lugar, escribió cartas de solicitud a 104 colegios y universidades históricamente negros en 1942, y recibió un total de sólo tres ofertas. En ese momento sintió que un profesor negro se limitaría a enseñar en universidades negras. Habiendo sido altamente recomendado por su asesor de tesis Joseph L. Doob para un puesto en la Universidad de California, Berkeley, fue entrevistado por el estadístico Jerzy Neyman. Neyman apoyó su nombramiento, y Griffith C. Evans, jefe del departamento de matemáticas, al principio estuvo de acuerdo e incluso convenció al rector de la universidad, Robert Sproul, de que era la decisión correcta, para luego oponerse, citando las preocupaciones de su esposa. Era costumbre que Evans y su esposa invitaran a cenar a los miembros del departamento y "ella no iba a tener ningún moreno en su casa".
Le ofrecieron un puesto en la Universidad del Sur en Baton Rouge, que ocupó de 1942 a 1943, seguido de un año como instructor en el Clark College de Atlanta.

### Universidad Howard
Blackwell se unió al Departamento de Matemáticas de la Universidad de Howard en 1944. Cuando ingresó, era uno de los cuatro miembros de la facultad y en tres años fue nombrado profesor titular y jefe del departamento. Permaneció en Howard hasta 1954. En 1947, mientras estaba en Howard, Blackwell publicó el artículo "Expectativa condicional y estimación secuencial imparcial", que describía una técnica que más tarde se conoció como el teorema de Rao-Blackwell. El teorema proporciona un método para mejorar las estimaciones estadísticas al reducir potencialmente su error cuadrático medio.
De 1948 a 1950, Blackwell pasó sus veranos en RAND Corporation con Meyer Abraham Girshick y otros matemáticos explorando la teoría de juegos de duelos. En 1954, Girshick y Blackwell publicaron Teoría de juegos y decisiones estadísticas. Además de von Neumann y Girshick, otros colaboradores y mentores de Blackwell incluyeron a Leonard J. Savage, Richard E. Bellman y el premio Nobel Kenneth J. Arrow.

### Universidad de California, Berkeley
Blackwell ocupó un puesto en la Universidad de California, Berkeley, como profesor invitado en 1954, y fue contratado como profesor titular en el recién creado Departamento de Estadística en 1955. Se convirtió en presidente del departamento de Estadística en 1957. 
Blackwell unió la topología y la teoría de juegos a través de una prueba teórica de juegos del teorema de Kuratowski en 1967. Blackwell solo extendió brevemente su investigación más allá de los juegos de suma cero para explorar el principio de cosa segura  presentado por Jimmie Savage, principalmente debido a las implicaciones sociales del resultado matemático en el mundo real.   particularmente para el desarme nuclear al inicio de la Guerra Fría.
Blackwell escribió uno de los primeros libros de texto bayesianos, su Basic Statistics de 1969. Inspiró el libro de texto de 1995 Statistics: A Bayesian Perspective del bioestadístico Donald Berry.
Pasó el resto de su carrera en UC Berkeley, jubilándose en 1988   a los 70 años, que en ese momento era la edad de jubilación obligatoria. A lo largo de su carrera, fue mentor de más de 60 estudiantes.

## Vida personal y muerte
Se casó con Annlizabeth Madison, una graduada de Spelman College en 1934, el 27 de diciembre de 1944. Tuvieron ocho hijos juntos, tres hijos y cinco hijas: Ann, Julia, David, Ruth, Grover, Vera, Hugo y Sara.
Murió por complicaciones de un derrame cerebral el 8 de julio de 2010 en el Centro Médico Alta Bates Summit en Berkeley, California. Tenía 91 años.

## Honores y premios
Durante su vida, Blackwell recibió 12 doctorados honoris causa.
- Ponente invitado en el Congreso Internacional de Matemáticos, 1954
- Presidente del Instituto de Estadística Matemática, 1956
- Elegido miembro de la Academia Nacional de Ciencias (NAS), 1965
- Elegido miembro de la Academia Estadounidense de Artes y Ciencias (AAAS), 1968
- Presidente de la Sociedad Bernoulli de Estadística Matemática y Probabilidad, 1975-1977
- Miembro honorario de la Royal Statistical Society (RSS) en 1976
- Vicepresidente de la Asociación Estadounidense de Estadística (ASA) en 1978
- Galardonado con el Premio de Teoría John von Neumann en 1979 [29]
- Galardonado con la cátedra RA Fisher en 1986 [30]
- Elegido miembro de la Sociedad Filosófica Estadounidense, 1990 [31]
- Miembro del Instituto de Investigación de Operaciones y Ciencias de la Gestión, 2002 [32]
- Galardonado con la Medalla Nacional de Ciencias (póstuma), 2012 [33]

## Legado
El MathFest de la Asociación Matemática de Estados Unidos, en coordinación con la Asociación Nacional de Matemáticos, presenta una conferencia anual MAA-NAM David Blackwell. Blackwell pronunció el discurso inaugural en 1994; y los conferenciantes posteriores son investigadores que "ejemplifican el espíritu de Blackwell tanto en logros personales como en servicio a la comunidad matemática".
El premio Blackwell-Tapia lleva el nombre de David Blackwell y Richard A. Tapia.
La Universidad de California, Berkeley, nombró una residencia universitaria en su honor, llamada David Blackwell Hall. La residencia se inauguró en el otoño de 2018.
En 2019 se publicó un libro educativo sobre su vida titulado David Blackwell and the Deadliest Duel.
Blackwell hizo la siguiente declaración sobre sus valores y su trabajo en una entrevista de 1983 para un proyecto llamado "Mathematical People": 

Básicamente, no estoy interesado en investigar y nunca lo he estado... Me interesa comprender, que es algo muy distinto. Y a menudo, para comprender algo hay que resolverlo uno mismo porque nadie más lo ha hecho.

En marzo de 2024, Nvidia anunció su arquitectura de GPU Blackwell, nombrada en honor a David Blackwell.

### Libros
- Blackwell, David; Girshick, M. A. (1954). Theory of Games and Statistical Decisions. New York: John Wiley & Sons. ISBN 0-486-63831-6.
- Blackwell, D. (1969). Basic Statistics. McGraw Hill.

### Artículos
- Blackwell, David (1947). «Conditional Expectation and Unbiased Sequential Estimation». The Annals of Mathematical Statistics 18 (1): 105-110. doi:10.1214/aoms/1177730497.
- Arrow, K. J.; Blackwell, David; Girshick, M. A. (1949). «Bayes and Minimax Solutions of Sequential Decision Problems». Econometrica 17 (3/4): 213-244.
- Blackwell, David (1953). «Equivalent Comparisons of Experiments». The Annals of Mathematical Statistics 24 (2): 265-272.
- Blackwell, David; Koopmans, Lambert (1957). «On the Identifiability Problem for Functions of Finite Markov Chains». The Annals of Mathematical Statistics 28 (4): 1011-1015.
- Blackwell, David (1962). «Discrete Dynamic Programming». The Annals of Mathematical Statistics 33 (2): 719-726. doi:10.1214/aoms/1177704593.
- Blackwell, David (1965). «Discounted Dynamic Programming». The Annals of Mathematical Statistics 36 (1): 226-235.
- Blackwell, David; Ferguson, T. S. (1968). «The Big Match». The Annals of Mathematical Statistics 39 (1): 159-163.
- Blackwell, David (1973). «Discreteness of Ferguson Selections». The Annals of Statistics 1 (2): 356-358.